# Kultura moszczyńska

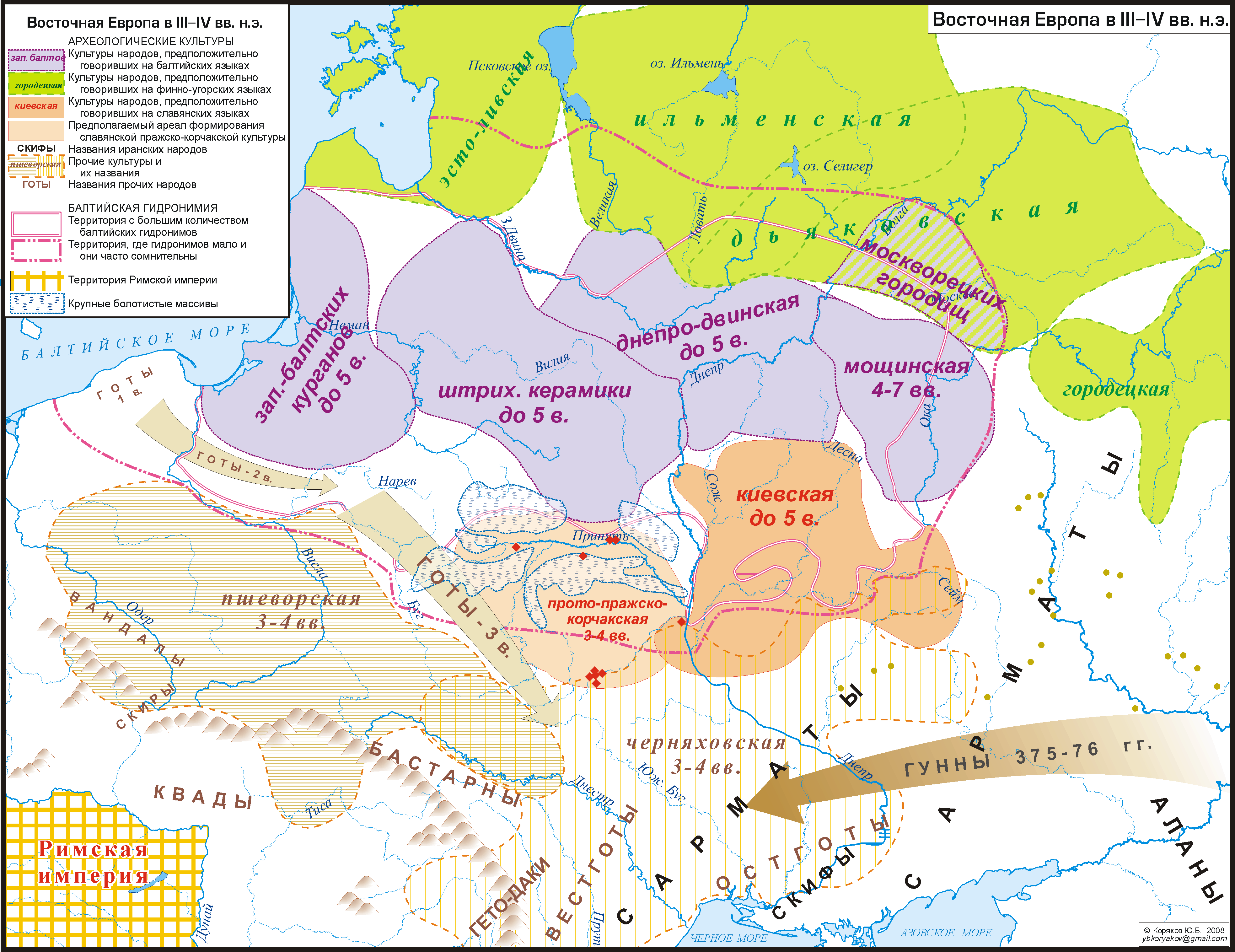
Kultury archeologiczne Europy Wschodniej w okresie III–IV w. n.e. – kultura moszczyńska zaznaczona kolorem filetowym i opisana Мощинская

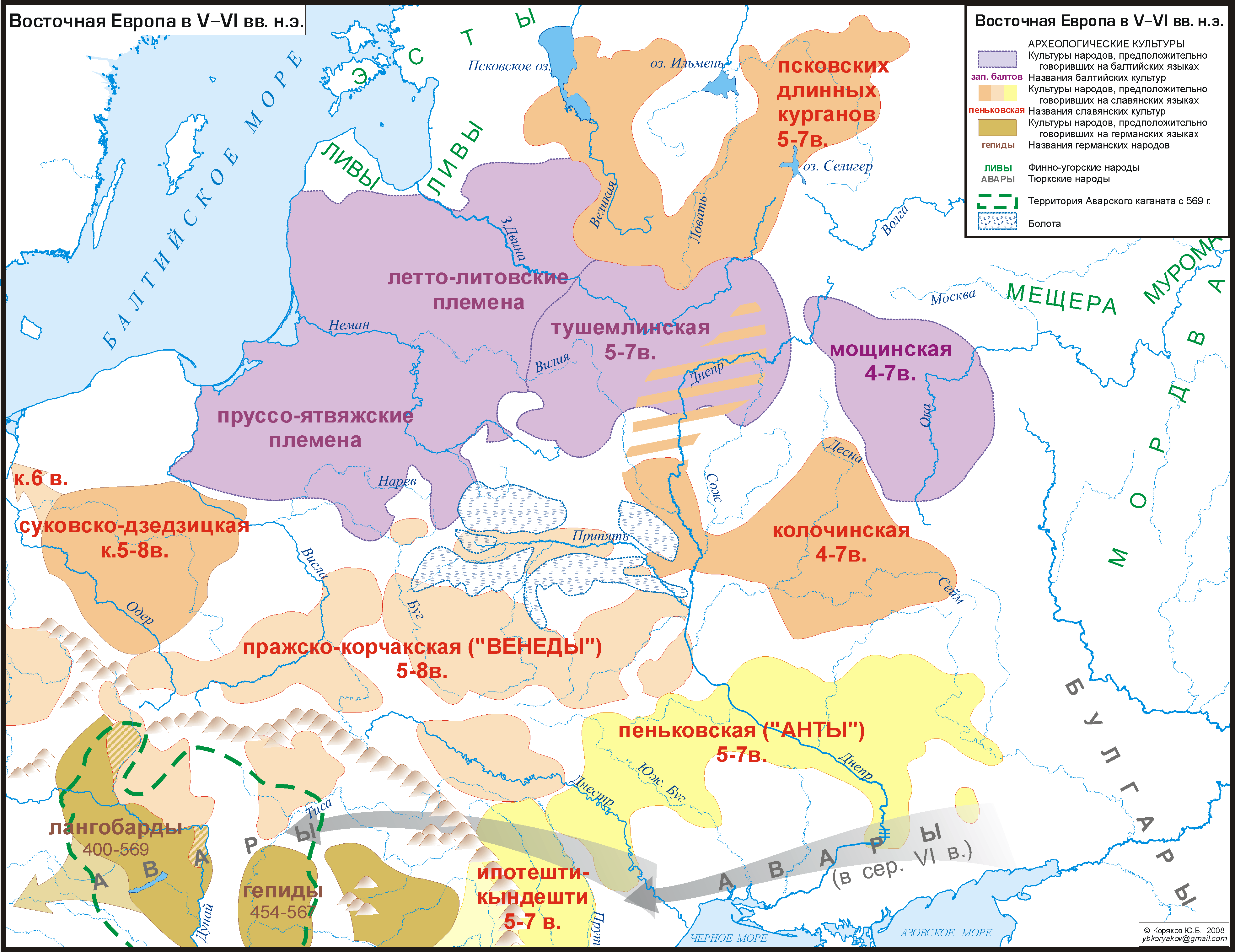
Kultura moszczyńska w okresie V–VI w. (Мощинская)

Kultura moszczyńska – kultura archeologiczna datowana na okres IV–VII wieku, stanowisko eponimiczne Moszczyny koło Kaługi (Rosja).
Ludność zamieszkiwała obszary leśne w dorzeczach górnego Dniepru i górnej Oki, trudniła się rolnictwem i hodowlą, posiadała wysokorozwiniętą metalurgię brązu i żelaza.
Pochówki kurhanowe, ciałopalne.
Dyskutowana jest kwestia etnosu tworzącego kulturę, przypisywana jest ludom bałtyjskim, być może wymienionym przez Jordanesa Coldas. 
Tereny tej kultury w VIII–X w. zajmują słowiańscy Wiatycze.